# Геласій (Михайлов)
Митрополит Ґеласій (в миру Георгій Костов Михайлов, 1 травня 1933, Варна — 10 березня 2004, Софія) — єпископ Болгарської православної церкви, митрополит Нью-Йоркський.

## Біографія
Народився у місті Варна 1 травня 1933 року в сім'ї біженців з міста Ресен, Македонія. Закінчив Софійську духовну семінарію в 1953 році. Потім Богословський факультет Софійського університету в 1957.
13 квітня 1957 прийняв чернецтво в Рильському монастирі. Навчається в Московській духовній академії де отримує науковий ступінь «кандидат богословських наук».
В 1964 повертається в Болгарію де був призначений викладачем-ефемерієм Софійської духовної академії. З 1 жовтня 1968 по 31 липня 1977 настоятель Троянського монастиря, а з 1 серпня 1977 по 30 листопада 1982 настоятель Рильського монастиря.
7 травня 1978 року в Патріаршому соборі святого Олександра Невського він був висвячений на єпископа з титулом Крупниський. У 1982 році єпископа Ґеласія було призначено Генеральним секретарем Священного Синоду.
2 грудня 1987 року Священним Синодом був обраний митрополитом Нью-Йоркським. Займаюв цю посаду до 18 грудня 1989 року. Потім два роки через проблеми зі здоров'ям митрополита Софронія Доростольського та Червенського керував Доростольською та Червенською єпархією.
Помер 10 березня 2004 року в результаті інсульту. Похований на кладовищі Рильського монастиря.